# Eustache Picot
Eustache Picot (* um 1575 in der Erzdiözese Evreux; † 26. Juni 1651 in Paris) war ein französischer Geistlicher sowie Musiker und Komponist des Barock.

## Leben und Werk
Picot wirkte als „clerc de maîtrise“ (Assistent des Meisters) an der Kathedrale von Évreux. Er wurde 1592 Mitglied des „puy de musique“ von Evreux. Von 1601 bis 1604 wirkte er als „maître de musique“ (Meister der Musik) an der Kathedrale von Rouen. 1620 wurde Picot zum Kanoniker an der Sainte-Chapelle in Paris ernannt und anschließend zum Kanoniker an St. Hilaire in Poitiers. Seit 1626 war er Abt des Klosters Cercamp im Artois, 1627 des Klosters Chalivoy in der Diözese von Bourges und ab 1639 von St. Bertault de Chaumont in der Diözese Reims.
1638 erhielt er die durch den Tod seines Vorgängers Nicolas Formé vakant gewordene Stelle des Komponisten der Sainte-Chapelle in Paris. 1641/1642 begründete er dort den Brauch einer Osterprozession, auf der nur von ihm komponierte Gesänge gesungen werden sollten. Dieser Brauch wurde bis zur Revolution gelebt. 1650 begründete er einen ähnlichen Brauch in Evreux. Nach dem Testament von Picot sollten all seine Kompositionen an den Nachfolger an der Sainte Chapelle Eustache Benault weitergegeben werden. Jedoch sind diese Kompositionen nicht auf uns überkommen.